# 京丹後市営バス
京丹後市営バス（きょうたんごしえいバス）は、京都府京丹後市が運行するコミュニティバス。市町村合併に伴い、2004年4月より「京丹後市営バス」としての運行を開始した。
竹野郡弥栄町が運行していた弥栄町営バス（やさかちょうえいバス）、及び熊野郡久美浜町が運行していた久美浜町営バス（くみはまちょうえいバス）を、合併後の京丹後市が一元化して運行しているものである。

## 概要
運行形態は、自家用自動車（白ナンバー車）による有償運送（いわゆる80条バス）である（2019年3月までの佐濃南線を除く）。2019年3月までは佐濃南線は丹後海陸交通に運行を委託していた。
湊線、田村線、川上線、佐濃南線、二区環状線はスクールバスを有償で一般住民の利用に共用するスクールバス混乗方式である。

## 沿革

### 前身のバス
- 1972年（昭和47年）2月1日 - 丹後海陸交通による弥栄町内のバス路線廃止による代替バスとして、弥栄町営バスが運行開始[2]。運行開始当時の路線は、須川線（溝谷 - 須川）、等楽寺線（溝谷 - 等楽寺）の2路線。

### 京丹後市営バス
- 2004年（平成16年）4月1日 - 弥栄町・久美浜町などが合併して京丹後市が発足し、京丹後市は弥栄町営バスと久美浜町営バスを引き継ぐ。
- 2008年（平成20年）10月1日 - 弥栄町の路線が大宮町五十河まで延伸し、弥栄延利線となる。
- 2010年（平成22年）10月1日 - 京丹後市営バス運行事業に関する条例施行。旧両町で異なっていた運賃体系を80 - 200円の距離別運賃に統一。佐濃北線に大井バス停追加[3]。
- 2014年（平成26年）7月14日 - 丹後町にて市営バス豊栄竹野線と宇川線の2路線の実証運行を開始。電話による事前予約運行（デマンドバス）であり、必要とする区間を予約がある場合のみ運行する。予約受付とバス運行は丹後町のNPO法人「気張る!ふるさと丹後町」が行う[4]。

## 運賃・ダイヤ
- 運賃は80円 - 200円の間の10円単位の区間制。豊栄竹野線・宇川線は100円・200円の区間制。小学生、障害者やその介助者は半額（10円未満の端数は切り捨て）で、小学生未満は無料。
  - 回数券は、200円券20枚綴で3,000円・100円券20枚綴で1500円の一般回数券と、200円券20枚で2,000円・100円券20枚綴で1000円の中高生回数券とがある。
- 湊線、田村線、川上線、佐濃南線、佐濃北線、二区環状線は土曜・日曜・祝日は運休。豊栄竹野線は月曜・水曜・金曜・日曜・祝日は運休。宇川線は火曜・木曜・土曜・日曜・祝日は運休。また弥栄延利線を除き年末年始（12月31日 - 1月3日）は運休。

## 路線
以下の路線がある。※（）内は一部便のみ経由
弥栄延利線
- 溝谷 - 弥栄病院前 - 等楽寺 - 久住 - 延利 - 五十河 - 新宮
- 溝谷 - 弥栄病院前 - あしぎぬ温泉前 - 黒部 - 中津 - 須川
  - 土曜・日曜・祝日は全便予約制。利用者は金曜17時までに運行委託先（エスエス観光自動車）に電話予約要。

湊線
- （久美浜中学校→）久美浜駅 - （久美浜中学校←） 久美浜病院 - 神崎口 - 小天橋駅前 - 葛野 - 小天橋 - 大向（ - 旭）

田村線
- （久美浜中学校→）久美浜駅 - （久美浜中学校←） 久美浜病院 - 甲山 - 小天橋駅前 - 平田 - 関山王 - 岡

川上線
- 久美浜駅 - 久美浜病院 - かぶと山駅 - 久美浜高校前 - 旧海部小学校前 - 高龍小学校 - 須田 - 布袋野 - 市野々

佐濃南線
- 久美浜駅 - 久美浜病院 - 友重 - 新庄 - 高龍小学校前 - 谷 - 安養寺 - 小桑口 - 尉ヶ畑

佐濃北線
- 久美浜駅 - 久美浜病院 - （かぶと山駅 - 久美浜高校前 - ）（高龍小学校前 - ） 永留茶屋 - 大井 - 女布 - 丸山公民館前 - 長野・坂谷 - 円頓寺 - 郷 - 佐野乙

二区環状線
- 久美浜駅→久美浜病院→栃谷→奥三谷→奥馬地→河梨→久美浜駅→久美浜病院→河内→久美浜病院

豊栄竹野線
- 徳光 - 西小田 - 成願寺 - 是安 - 吉永 - 矢畑 - 岩木 - 家ノ谷 - 願興寺 - 牧ノ谷 - 宮 - 竹野 - 間人

宇川線
- 鞍内 - 遠下 - 井谷 - 中野 - 井上 - 平 - 上野 - 久僧 - 中浜 - 谷内 - 上山

## 車両

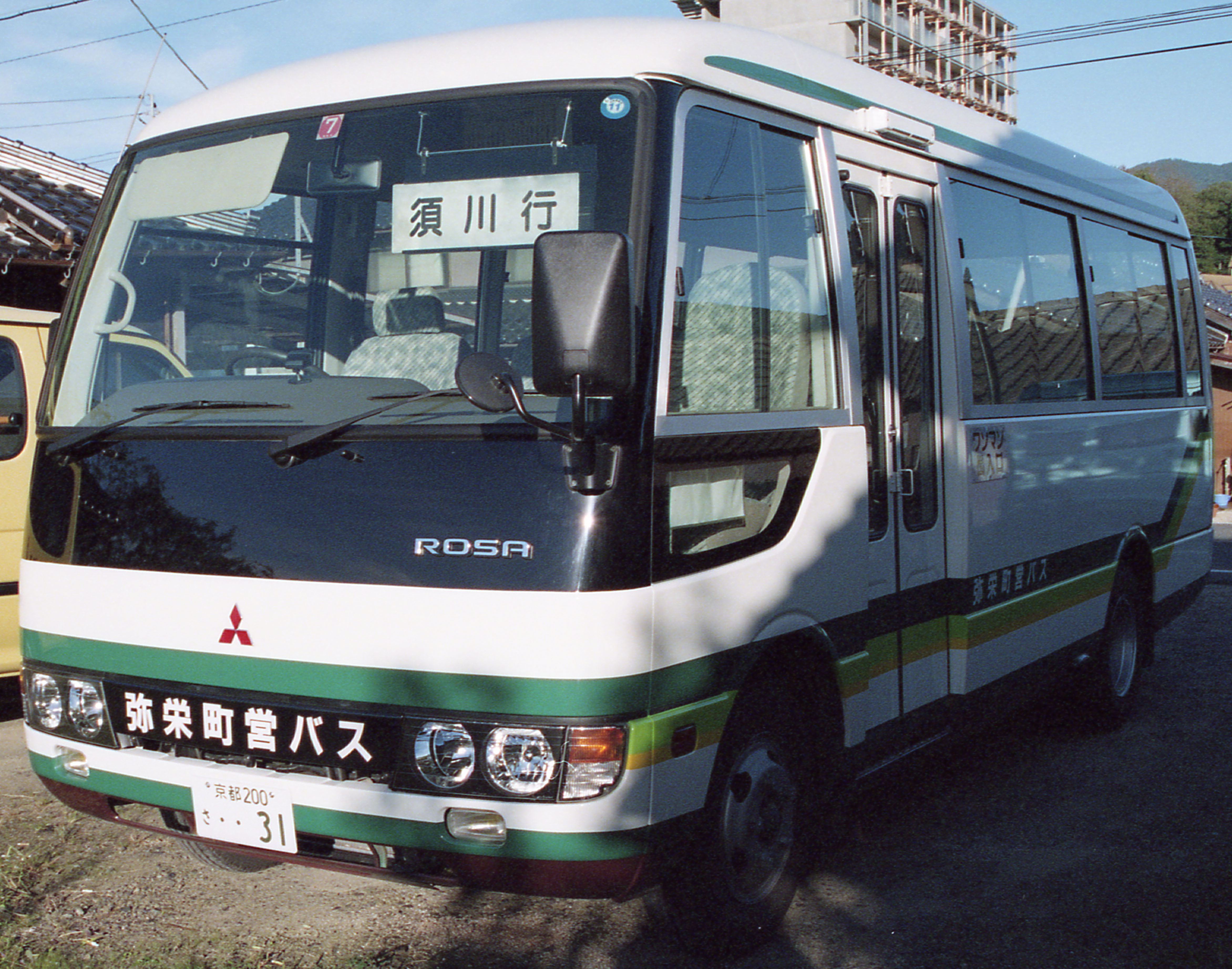
弥栄町営バス当時の車両（1999年）
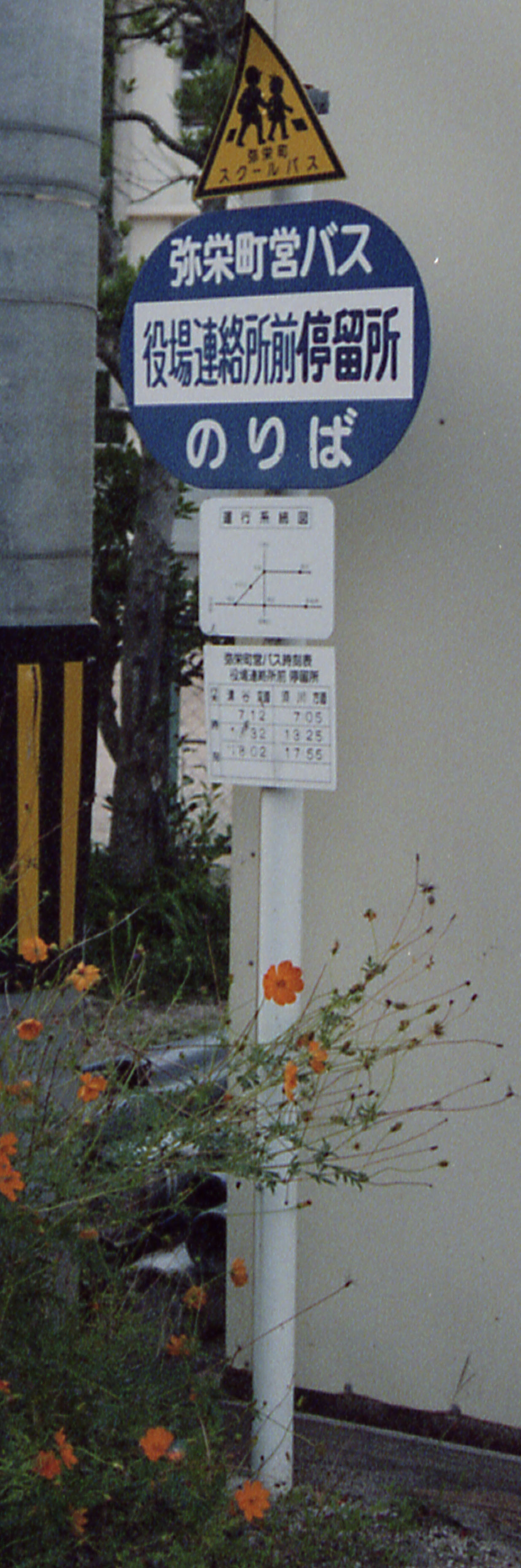
弥栄町営バス当時のバス停
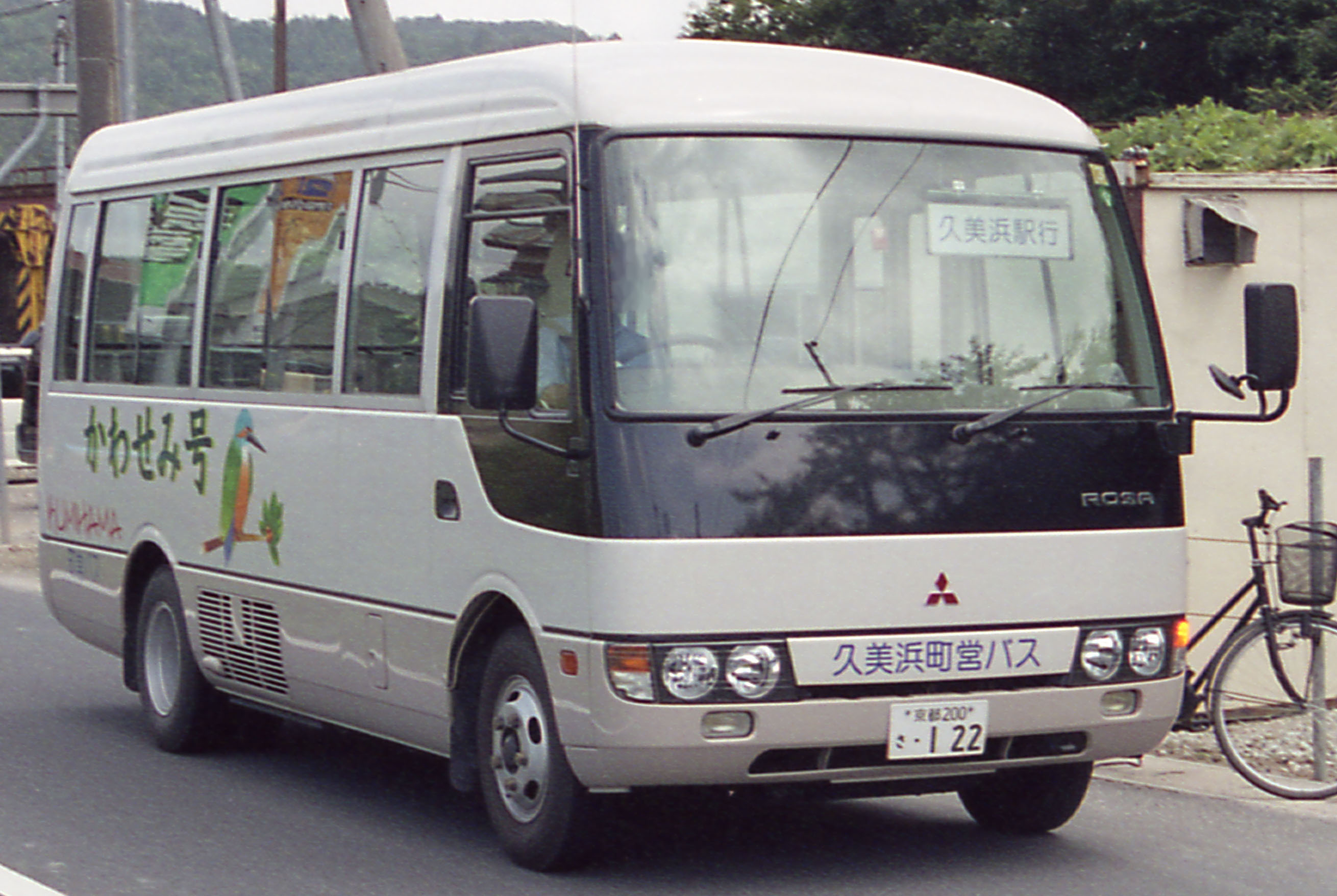
久美浜町営バス当時の車両（2001年）
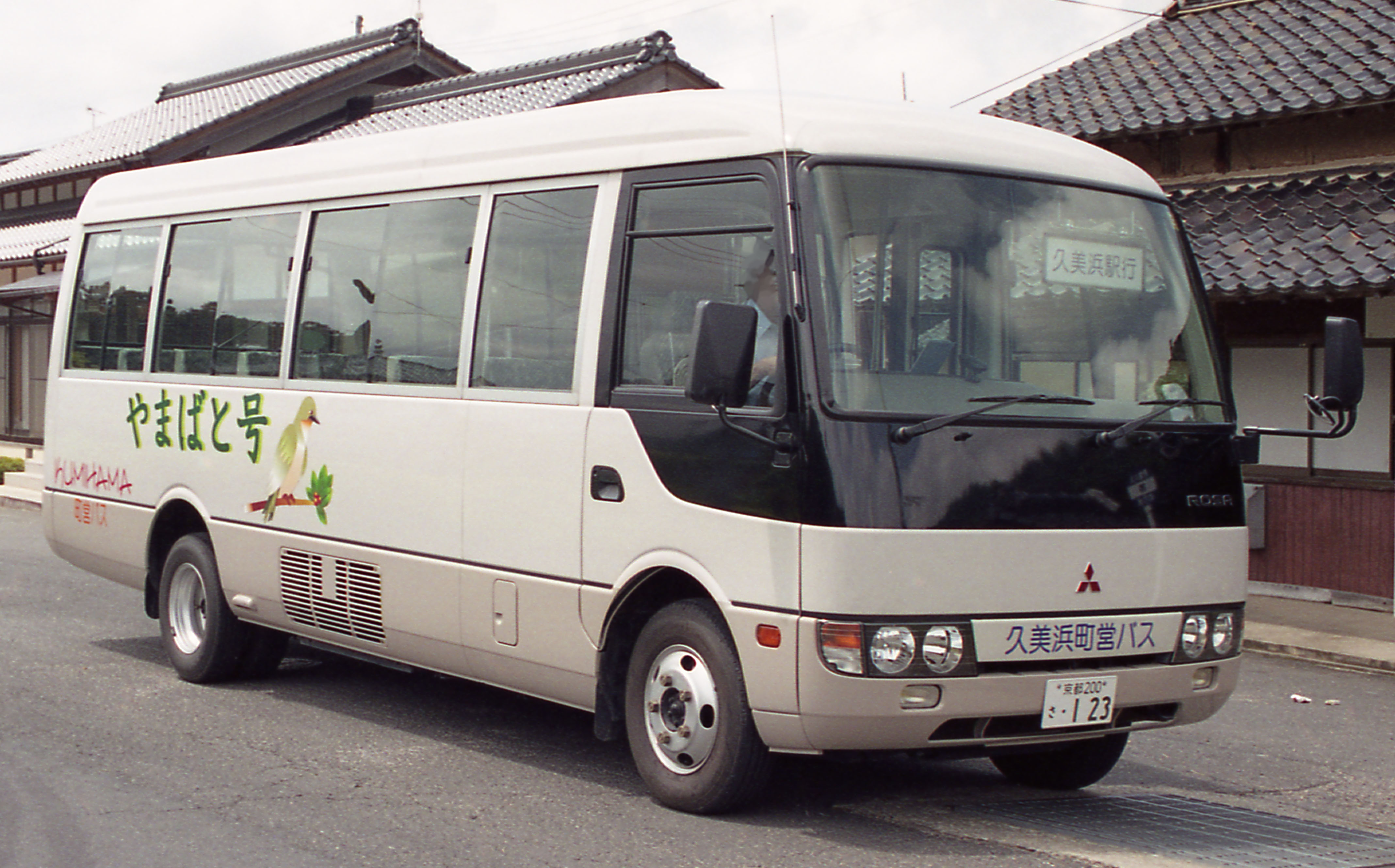
久美浜町営バス当時の車両（2001年）
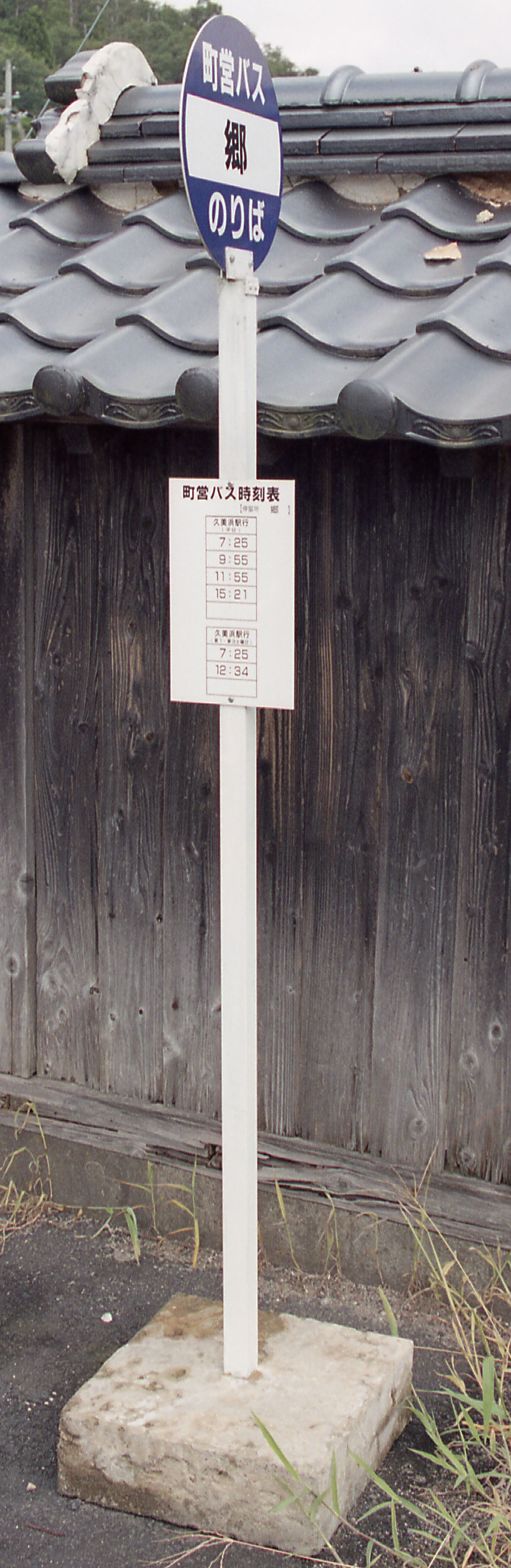
久美浜町営バス当時のバス停